# Centro Esportivo Academia do Gol
Centro Esportivo Academia do Gol é uma agremiação esportiva do bairro do Fonseca, cidade de Niterói, no estado do Rio de Janeiro, fundada a 22 de dezembro de 2002.

## História
Formado com o intuito de ser um pólo formado de atletas, a Academia do Gol filia-se à Liga de Niterói para as disputas do amadorismo local em 2005.
Com o apoio do antigo presidente da FFERJ, Eduardo Viana, a agremiação se filia à Federação para disputar o Campeonato Estadual da Terceira Divisão de Profissionais em 2006. Mas, uma cisão envolvendo seus sócios culminou na retirada da equipe antes mesmo que a tabela fosse montada.
Sem recursos e com o falecimento posterior de Viana, o clube se restringiu às disputas da Liga Niteroiense de Desportos. Possui as cores azul, verde e branco e é presidido por Maurício Pereira das Silva.

## Títulos
Campeão invicto
| SUB-15 | SUB-15                        | SUB-15  | SUB-15     |
|        | Competição                    | Títulos | Temporadas |
| ------ | ----------------------------- | ------- | ---------- |
|        | Liga Niteroiense de Desportos | 1       | 2006       |
| SUB-13 |                               |         |            |
|        | Competição                    | Títulos | Temporadas |
|        | Liga Niteroiense de Desportos | 1       | 2010       |

## Fonte
- VIANA, Eduardo. Implantação do futebol Profissional no Estado do Rio de Janeiro. Rio de Janeiro: Editora Cátedra, s/d.